# اندرو ویلیس (شناگر)
اندرو ویلیس (به انگلیسی: Andrew Willis) (زادهٔ  ۳ دسامبر ۱۹۹۰) شناگر اهل بریتانیا است.